# Alex Sobczyk
Alex Sobczyk (* 20. Mai 1997 in Wien) ist ein österreichischer Fußballspieler polnischer Abstammung.

## Karriere
Sobczyk begann seine Karriere beim Wiener Sportklub. 2007 wechselte er zum SK Rapid Wien. 2014 spielte er erstmals für die Regionalligamannschaft. 2015 wechselte er zum Zweitligisten FC Liefering. Sein Profidebüt gab er am ersten Spieltag der Saison 2015/16 gegen den SK Austria Klagenfurt. Im Jänner 2016 kehrte er zum SK Rapid Wien II zurück, bei dem er einen bis Juni 2018 gültigen Vertrag unterschrieb.
Im Februar 2017 debütierte er für die Profis von Rapid in der Bundesliga, als er am 22. Spieltag der Saison 2016/17 gegen den FC Admira Wacker Mödling in der 82. Minute für Arnór Ingvi Traustason eingewechselt wurde.
Im August 2017 wurde er an den Ligakonkurrenten SKN St. Pölten verliehen. Im Jänner 2018 wurde er als Kooperationsspieler an den Zweitligisten SC Wiener Neustadt weiterverliehen.
Im August 2018 wurde er an den Zweitligisten Floridsdorfer AC verliehen. Zur Saison 2019/20 wechselte er in die Slowakei zu Spartak Trnava. Dort gab er sein Debüt in der Fortuna liga im Juli 2019 gegen den ŠKF Sereď. Für Trnava kam er insgesamt zu 25 Einsätzen in der Fortuna liga. Nach der Saison 2019/20 löste er seinen Vertrag in der Slowakei auf. Daraufhin wechselte er zur Saison 2020/21 nach Polen zu Górnik Zabrze, wo er einen bis Juni 2023 laufenden Vertrag erhielt. In zwei Jahren in der Ekstraklasa kam er zu 27 Einsätzen für Górnik.
Im August 2022 wechselte er nach Zypern zu Doxa Katokopia. Für Doxa spielte er 17 Mal in der First Division. Bereits im Februar 2023 kehrte der Stürmer wieder nach Polen zurück und schloss sich Piast Gliwice an. Für Piast kam er zu zehn Einsätzen in der Ekstraklasa.
Zur Saison 2023/24 wechselte Sobczyk ein zweites Mal in die Slowakei, diesmal zum MFK Skalica. Für Skalica absolvierte er 26 Partien im slowakischen Oberhaus. Nach der Saison 2023/24 verließ er Skalica. Nach mehreren Monaten ohne Verein kehrte Sobczyk dann im November 2024 aber wieder nach Skalica zurück. Für Skalica kam er anschließend zu weiteren 17 Einsätzen, in denen er dreimal traf.
Zur Saison 2025/26 wechselte der Stürmer nach Bosnien und Herzegowina zum HSK Posušje.

## Persönliches
Sein Bruder Maciej (* 1990) spielte für St. Pölten in der zweiten Liga. Alex Sobczyk wurde 1997 als Sohn polnischer Eltern in Wien geboren.